# Schrödersche Lehrart
Die Schrödersche Lehrart ist eine von Friedrich Ludwig Schröder im späten 18. Jahrhundert eingeführte freimaurerische Ritualform in Abgrenzung zur Strikten Observanz.
Das freimaurerische Ritual soll nach Schröder auf alle systemfremden Zutaten verzichten und dem „deutschen Wesen“ durch Wort, Text und Gesang stärker entgegenkommen. Dazu gehört die Beschränkung auf die drei Grade Lehrling, Geselle und Meister.

## Geschichte
Nach seiner Aufnahme in die Freimaurerloge „Emanuel zur Maienblume“ in Hamburg im Jahr 1774 – die Loge arbeitet nach dem System der Strikten Observanz, dem ihre Mutterloge, Absalom am 30. Januar 1765 in einem spektakulären Schritt beigetreten war – erkannte Schröder, dass die in der Maurerei vorhandenen hierarchischen Strukturen ihm, der dem gering geachteten Stand der Schauspieler entstammte, gesellschaftlich wenig zu geben hatte. Vergeblich versuchte er mit der Gründung der Loge Elise zum warmen Herzen, der vornehmlich Berufskollegen (Schauspieler und Tänzer) angehörten, neue Wege zu gehen.
1787 kehrte er nach vielen Jahren der Abwesenheit nach Hamburg und in seine Mutterloge zurück und wurde zum Meister vom Stuhl gewählt. Sein Ziel war es, die Freimaurerei auf die schlichte und ursprüngliche Form zurückzuführen, die er in England angetroffen hatte. Er sammelte und studierte alles, was die Maurerei irgendwie zu Papier gebracht hatte, und wo das nicht reichte, versuchte er, sich die mündlich überlieferten Quellen aufzeichnen zu lassen. Seine kritische Edition Materialien zur Geschichte der Freimaurerei seit ihrer Entstehung 1723 ist heute noch eine wichtige Quelle der freimaurerischen Forschung.
Auf Basis der hierbei gewonnenen Erkenntnisse verfasste Schröder ein freimaurerisches Ritual, das die Hochgrade abschaffte und sich auf das Wesentliche konzentrierte: „den toleranten, menschlichen Gedanken“. Dazu gehörte auch die Beschränkung auf die drei Grade Lehrling, Geselle und Meister. Einer seiner Kernsätze lautete: „Mit dem Meister schließt sich der Kreis“, womit er ausdrückte, dass mit dem Meistergrad alle maurerischen Kenntnisse erworben sind und nun angewendet werden sollen.
In die Ritualreform spielt die „Zeitgeschichte“ hinein, denn parallel zu ihr tobte die französische Revolution, in der das bürgerliche Selbstbewusstsein gestärkt, hingegen die Aristokratie, die auch die Logen beherrscht hatte, zurückgedrängt wurde. Schon vor Schröder hatte der Generalstabsarzt Johann Wilhelm von Zinnendorf (1731–1782) eine grundlegende Reform der deutschen Freimaurerei vollzogen, indem er die Lehrart der Großen Landesloge (Freimaurerorden), die heute noch nahezu unverändert besteht, gründete. Diese auf schwedischen Vorbildern beruhende Maurerei beharrte immer noch auf einem ausgeprägten Hochgradsystem, welches Schröder zuwider war. Gleichzeitig mit Schröder traten weitere Reformer auf, unter ihnen der ehemalige Kapuziner-Ordensbruder und Priester Ignaz Aurelius Feßler (1756–1839). Einer von Schröders wichtigsten Partnern bei der Schöpfung der Schröderschen Lehrart war der Theologe Johann Gottfried Herder in Weimar. Lange Jahre tauschten sie sich bis in kleinste Formulierungen hinein aus.

## Aktuelle Verbreitung
Deutsche Schröderlogen sind in der Großloge der Alten Freien und Angenommenen Maurer von Deutschland (A.F.u.A.M.) vereinigt. Derzeit arbeiten in Deutschland 33 Freimaurerlogen und damit über ein Zehntel aller deutschen Freimaurer nach dieser Lehrart. Auch in anderen europäischen Ländern, besonders in der Schweiz, gibt es vereinzelt Schröderlogen.
In Österreich arbeiten die deutschsprachigen Logen der Großloge von Österreich nach einem modifizierten Schröder-Ritual.
In London arbeitet die Pilgrim Lodge (No. 238) seit Mitte des 19. Jahrhunderts im Schröder-Ritual, nachdem sie die ersten Jahrzehnte seit ihrer Gründung 1779 im Zinnendorf-Ritual gearbeitet hatte.
In Brasilien sind es inzwischen über 100 Logen, darunter allein 20 in Porto Alegre, der Hauptstadt des Staates Rio Grande do Sul im Süden von Brasilien. Die schrödersche Loge Zur Eintracht wurde am 24. Dezember 1874 vom Journalisten Carlos von Koseritz gegründet und arbeitet bis heute noch in deutscher Sprache. Viele Wesenszüge des Rituals gingen in die Lehrart A.F.u.A.M. ein.
In Chile arbeiten ebenfalls Logen auf Deutsch nach dem Schröderritual. Während des NS-Regimes wanderten Brüder der Landesloge von Hamburg in die chilenische Hafenstadt Valparaíso aus und gründeten auch dort Logen der Schröderschen Lehrart.
Nach dem Krieg hatten sich die Ritualtexte der einzelnen Schröderlogen auseinanderentwickelt und von den historischen Vorbildern entfernt. Die Großloge der Alten Freien und Angenommenen Maurer von Deutschland (A.F.u.A.M.v.D.) gebot dieser Entwicklung des Schröderrituals im Jahre 2005 Einhalt. In Zusammenarbeit mit allen Schröderlogen erarbeitet sie aktuell auf der Grundlage des – in Kopenhagen wieder aufgefundenen und daher im Original vorliegenden – Rituales von 1816 eine für alle verbindliche Fassung.